# Sminthopsis archeri
Sminthopsis archeri là một loài động vật có vú trong họ Dasyuridae, bộ Dasyuromorphia. Loài này được Van Dyck mô tả năm 1986.